# Dodge megye (Wisconsin)
Dodge megye az Amerikai Egyesült Államokban, azon belül Wisconsin államban található. Megyeszékhelye Juneau, legnagyobb városa Beaver Dam. Lakosainak száma 89 396 fő (2020. április 1.). Dodge megye Fond du Lac, Waukesha, Columbia, Washington, Jefferson, Dane és Green Lake megyékkel határos.

## Népesség
A megye népességének változása:
| Lakosok száma | 88 657 | 88 755 | 88 556 | 88 344 | 88 502 | 89 396 |
|               | 2010   | 2011   | 2012   | 2013   | 2015   | 2020   |